# Герои Социалистического Труда Жетысуской области
В настоящий список включены:

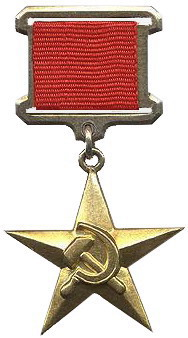
Золотая медаль «Серп и Молот»

- Герои Социалистического Труда, на момент присвоения звания проживавшие на территории Талды-Курганской (современной Жетысуской) области, — 130 человек (в том числе 2 дважды Героя);
- уроженцы Жетысуской области, удостоенные звания Героя Социалистического Труда в других регионах СССР, — 7 человек;
- Герои Социалистического Труда, прибывшие на постоянное проживание в Жетысускую область, — 2 человека.

Вторая и третья части списка могут быть неполными из-за отсутствия данных о месте рождения и проживания ряда Героев.
В таблицах отображены фамилия, имя и отчество Героев, должность и место работы на момент присвоения звания, дата Указа Президиума Верховного Совета СССР, отрасль народного хозяйства, место рождения, а также ссылка на биографическую статью на сайте «Герои страны». Формат таблиц предусматривает возможность сортировки по указанным параметрам путём нажатия на стрелку в нужной графе.

## История
Первое присвоение звания Героя Социалистического Труда в Талды-Курганской области, оно же и самое массовое, произошло 28 марта 1948 года, когда Указом Президиума Верховного Совета СССР высшая степень отличия была присвоена 75 колхозникам и организаторам сельхозпроизводства за получение высоких урожаев пшеницы, ржи, хлопка и сахарной свёклы в 1947 году.
Подавляющее большинство Героев Социалистического Труда в области приходится на сельское хозяйство — 126 человек; государственное управление — 3 человека, транспорт — 1.

## Лица, удостоенные звания Героя Социалистического Труда в Талды-Курганской (Жетысуской) области
| № | Фамилия, имя, отчество     | Даты жизни              | Деятельность | Дата присвоения       | Отрасль | Место рождения       | ГС       |
| - | -------------------------- | ----------------------- | --- | --------------------- | ------- | -------------------- | -------- |
| 1 | Алдабергенов Нурмолда      | 20.12.1906 — 17.11.1967 | Председатель колхоза «Джана-Талап» Талды-Курганского района Талды-Курганской области; председатель колхоза имени Сталина Талды-Курганского района Талды-Курганской области | 28.03.1948 29.03.1958 | сельхоз | Кербулакский район   | [ ГС 1 ] |
| 2 | Головацкий Николай Никитич | 05.03.1912 — 21.03.1996 | Председатель колхоза «40 лет Октября» Панфиловского района Талды-Курганской области                                                                                        | 23.06.1966 17.01.1985 | сельхоз | *Житомирская область | [ ГС 2 ] |

| №   | Фамилия, имя, отчество                   | Даты жизни              | Деятельность | Дата присвоения | Отрасль       | Место рождения                  | ГС         |
| --- | ---------------------------------------- | ----------------------- | --- | --------------- | ------------- | ------------------------------- | ---------- |
| 1   | Абданова Айтбала                         | 1902 — ????             | Старший чабан совхоза «Октябрьский» Панфиловского района Талды-Курганской области                                   | 29.03.1958      | сельхоз       | Панфиловский район              | [ ГС 3 ]   |
| 2   | Абдрахманов Избасар                      | 14.12.1939 — 21.06.1975 | *Комбайнёр колхоза имени Ленина Талды-Курганского района Алма-Атинской области                                      | 19.04.1967      | сельхоз       | Коксуский район                 | [ ГС 4 ]   |
| 3   | Адлер Отто Рудольфович                   | род. 17.02.1934         | Комбайнёр совхоза «Кзыл-Агашский» Аксуского района Алма-Атинской области                                            | 19.04.1967      | сельхоз       | *Северная Осетия                | [ ГС 5 ]   |
| 4   | Адылбеков Жаканбай                       | 1890 — ????             | Старший чабан колхоза имени Амангельды Капальского района Талды-Курганской области                                  | 23.07.1948      | сельхоз       | Ескельдинский район             | [ ГС 6 ]   |
| 5   | Айдарбекова Ташинбала                    | 1906 — ????             | Звеньевая колхоза «Джана-Талап» Талды-Курганского района Талды-Курганской области                                   | 28.03.1948      | сельхоз       | Ескельдинский район             | [ ГС 7 ]   |
| 6   | Айтжанова Куляш                          | род. 10.1939            | Звеньевая колхоза имени Кирова Панфиловского района Талды-Курганской области                                        | 08.04.1971      | сельхоз       | Панфиловский район              | [ ГС 8 ]   |
| 7   | Акименко Василий Савельевич              | 1899 — ????             | Председатель колхоза «Красный пахарь» Талды-Курганского района Талды-Курганской области                             | 28.03.1948      | сельхоз       | *Ростовская область             | [ ГС 9 ]   |
| 8   | Алимбаева Мамила                         | 01.01.1916 — 22.06.2015 | Звеньевая колхоза «Энбекши-Казах» Кировского района Талды-Курганской области                                        | 28.03.1948      | сельхоз       | Коксуский район                 | [ ГС 10 ]  |
| 9   | Алимбекова Сара                          | 1900 — ????             | Звеньевая колхоза «Джана-Талап» Талды-Курганского района Талды-Курганской области                                   | 28.03.1948      | сельхоз       | Ескельдинский район             | [ ГС 11 ]  |
| 10  | Алтаев Молдакул                          | 1910 — ????             | Старший чабан колхоза «10 лет Казахстана» Кировского района Талды-Курганской области                                | 23.07.1948      | сельхоз       | Коксуский район                 | [ ГС 12 ]  |
| 11  | Ан Михаил Иванович                       | 06.02.1917 — 05.10.1993 | Бригадир колхоза «Дальний Восток» Каратальского района Талды-Курганской области                                     | 28.03.1948      | сельхоз       | *Приморский край                | [ ГС 13 ]  |
| 12  | Асамбаев Базарбай                        | 1904 — ????             | Бригадир колхоза «Джаналык» Талды-Курганского района Талды-Курганской области                                       | 28.03.1948      | сельхоз       | Ескельдинский район             | [ ГС 14 ]  |
| 13  | Асанов Касым Абуович                     | 01.01.1931 — 12.05.2008 | *Председатель колхоза имени XXII партсъезда Талды-Курганского района Алма-Атинской области                          | 31.12.1965      | сельхоз       | *Атырауская область             | [ ГС 15 ]  |
| 14  | Астапов Иван Фёдорович                   | 1935 — ????             | Комбайнёр совхоза «Развильненский» Гвардейского района Талды-Курганской области                                     | 10.12.1973      | сельхоз       | *Алтайский край                 | [ ГС 16 ]  |
| 15  | Аябаева Мария                            | 23.02.1939 — 29.07.2015 | Старший чабан совхоза «Архарлинский» Кербулакского района Талды-Курганской области                                  | 05.12.1985      | сельхоз       | Кербулакский район              | [ ГС 17 ]  |
| 16  | Бабенцев Илья Семёнович                  | 01.08.1902 — 24.07.1984 | Секретарь районного комитета Компартии (большевиков) Казахстана района имени 28 Гвардейцев Талды-Курганской области | 28.03.1948      | госуправление | *Оренбургская область           | [ ГС 18 ]  |
| 17  | Бактаев Алимжан                          | 1927 — 27.08.1984       | Звеньевой колхоза «40 лет Октября» Панфиловского района Талды-Курганской области                                    | 22.02.1982      | сельхоз       | Жетысуская область              | [ ГС 19 ]  |
| 18  | Балтабаев Таныбай                        | 1900—1953               | Старший чабан конного завода № 147 Капальского района Талды-Курганской области                                      | 30.06.1949      | сельхоз       | Аксуский район                  | [ ГС 20 ]  |
| 19  | Батырбаев Дубек                          | 1927 — 12.05.2001       | Старший чабан колхоза имени XXII партсъезда Талды-Курганского района Талды-Курганской области                       | 06.09.1973      | сельхоз       | Ескельдинский район             | [ ГС 21 ]  |
| 20  | Бекбосынова Жамал                        | 1913 — ????             | Звеньевая колхоза имени 18 партсъезда района имени 28 Гвардейцев Талды-Курганской области                           | 28.03.1948      | сельхоз       | Кербулакский район              | [ ГС 22 ]  |
| 21  | Белоусов Пётр Фёдорович                  | 1906—1950               | Бригадир колхоза «Победа» Андреевского района Талды-Курганской области                                              | 28.03.1948      | сельхоз       | *Северо-Казахстанская область   | [ ГС 23 ]  |
| 22  | Бойченко Алексей Андреевич               | 1928 — ????             | Звеньевой колхоза имени Сталина района имени 28 Гвардейцев Талды-Курганской области                                 | 28.03.1948      | сельхоз       | *Воронежская область            | [ ГС 24 ]  |
| 23  | Бондаренко Татьяна Ефимовна              | 1924 — 10.07.2001       | Звеньевая колхоза имени Кирова Саркандского района Талды-Курганской области                                         | 20.05.1949      | сельхоз       | Саркандский район               | [ ГС 25 ]  |
| 24  | Буашев Кумиспек                          | 1904 — 18.08.1986       | *Старший чабан колхоза «Энергия» Саркандского района Алма-Атинской области                                          | 22.03.1966      | сельхоз       | *Абайская область               | [ ГС 26 ]  |
| 25  | Ватутин Иван Павлович                    | 1902—1974               | Бригадир тракторной бригады Кугалинской МТС района имени 28 Гвардейцев Талды-Курганской области                     | 28.03.1948      | сельхоз       | *Ставропольский край            | [ ГС 27 ]  |
| 26  | Венедиктов Иван Фёдорович                | 1898 — 15.01.1969       | Председатель колхоза «Коллективный труд» Саркандского района Талды-Курганской области                               | 28.03.1948      | сельхоз       | *Винницкая область              | [ ГС 28 ]  |
| 27  | Воротников Семён Павлович                | 1896 — ????             | Председатель колхоза «Заря Востока», гор. Талды-Курган                                                              | 28.03.1948      | сельхоз       | *Ставропольский край            | [ ГС 29 ]  |
| 28  | Гайворонская Феодосия Ивановна           | 20.08.1925 — 09.04.1987 | Звеньевая колхоза имени XXII съезда КПСС Кировского района Талды-Курганской области                                 | 08.04.1971      | сельхоз       | Талдыкорган                     | [ ГС 30 ]  |
| 29  | Гоноженко Ольга Калистратовна            | 1915 — ????             | Звеньевая колхоза «1 мая» Талды-Курганского района Талды-Курганской области                                         | 28.03.1948      | сельхоз       | *Винницкая область              | [ ГС 31 ]  |
| 30  | Горбань Матрёна Дмитриевна               | 1912 — ????             | *Доярка свеклосовхоза «Талды-Курганский» Талды-Курганского района Алма-Атинской области                             | 22.03.1966      | сельхоз       | *Черкасская область             | [ ГС 32 ]  |
| 31  | Гордиенко Александр Савельевич           | 1905 — 08.12.1982       | Бригадир тракторной бригады Саркандской МТС Талды-Курганской области                                                | 28.03.1948      | сельхоз       | Саркандский район               | [ ГС 33 ]  |
| 32  | Даиров Абдыкадыр                         | 1905 — 01.03.1978       | Председатель колхоза «Джаналык» Талды-Курганского района Талды-Курганской области                                   | 28.03.1948      | сельхоз       | Ескельдинский район             | [ ГС 34 ]  |
| 33  | Даирова Зариша                           | 1916 — ????             | Звеньевая колхоза «Джана-Талап» Талды-Курганского района Талды-Курганской области                                   | 28.03.1948      | сельхоз       | Ескельдинский район             | [ ГС 35 ]  |
| 34  | Даулетьяров Тутинбай                     | 1910 — ????             | *Старший чабан совхоза «Каратальский» Каратальского района Алма-Атинской области                                    | 22.03.1966      | сельхоз       | Каратальский район              | [ ГС 36 ]  |
| 35  | Джарбулов Мухамеди                       | 01.07.1906 — 19.04.1978 | Путевой обходчик Айна-Булакской дистанции пути Казахской железной дороги, Талды-Курганская область                  | 01.08.1959      | транспорт     | Кербулакский район              | [ ГС 37 ]  |
| 36  | Джидебаева Нурила                        | 1922 — ????             | Звеньевая колхоза «Джаналык» Талды-Курганского района Талды-Курганской области                                      | 20.05.1949      | сельхоз       | Ескельдинский район             | [ ГС 38 ]  |
| 37  | Дударева Мария Петровна                  | 07.10.1923 — ????       | Звеньевая колхоза «1 Мая» Талды-Курганского района Талды-Курганской области                                         | 28.03.1948      | сельхоз       | Жетысуская область              | [ ГС 39 ]  |
| 38  | Есболатова Катша                         | 1913 — ????             | Звеньевая колхоза «Джаналык» Талды-Курганского района Талды-Курганской области                                      | 28.03.1948      | сельхоз       | Ескельдинский район             | [ ГС 40 ]  |
| 39  | Жаманбаланов Кумарбай                    | 1888 — ????             | Старший чабан колхоза «Узун-Булак» Капальского района Талды-Курганской области                                      | 23.07.1948      | сельхоз       | Жетысуская область              | [ ГС 41 ]  |
| 40  | Жамбаев Курманбай                        | 11.09.1875 — 1970       | Старший чабан колхоза «Тесик-тоган» Аксуского района Талды-Курганской области                                       | 09.07.1949      | сельхоз       | Аксуский район                  | [ ГС 42 ]  |
| 41  | Житник Фёдор Тимофеевич                  | 1905 — 08.08.1981       | Бригадир колхоза имени Сталина района имени 28 гвардейцев Талды-Курганской области                                  | 28.03.1948      | сельхоз       | *Харьковская область            | [ ГС 43 ]  |
| 42  | Жолмурзаев Искак                         | 1898 — ????             | Управляющий фермой № 2 совхоза «Сары-Булак» Талды-Курганской области                                                | 29.03.1958      | сельхоз       | *Кызылординская область         | [ ГС 44 ]  |
| 43  | Зайнаудинова Адалят                      | 1930 — 08.06.2017       | Звеньевая колхоза имени Кирова Панфиловского района Талды-Курганской области                                        | 12.04.1979      | сельхоз       | Панфиловский район              | [ ГС 45 ]  |
| 44  | Исабаев Касымбек                         | 1912 — 22.11.1979       | Бригадир полеводческой бригады совхоза «Кара-Чок» района имени 28 Гвардейцев Талды-Курганской области               | 11.01.1957      | сельхоз       | Кербулакский район              | [ ГС 46 ]  |
| 45  | Калинин Григорий Дмитриевич              | 1908 — 27.12.1972       | Председатель колхоза имени Крупской Талды-Курганского района Талды-Курганской области                               | 08.04.1971      | сельхоз       | *Пермский край                  | [ ГС 47 ]  |
| 46  | Кан Тю-Хон                               | 05.12.1903 — 24.09.1968 | Председатель колхоза имени Горького Каратальского района Талды-Курганской области                                   | 28.03.1948      | сельхоз       | *Корея                          | [ ГС 48 ]  |
| 47  | Касымбеков Абильмажин                    | 1929 — ????             | Бригадир колхоза «40 лет Октября» Панфиловского района Талды-Курганской области                                     | 13.12.1972      | сельхоз       | Панфиловский район              | [ ГС 49 ]  |
| 48  | Ким Дян-Дык                              | 26.02.1909 — 07.1982    | Председатель колхоза «МОПР» Каратальского района Талды-Курганской области                                           | 28.03.1948      | сельхоз       | *Приморский край                | [ ГС 50 ]  |
| 49  | Ким Ен-Сун (Ким Лидия Петровна)          | 16.06.1926 — 15.01.2009 | Звеньевая колхоза имени Ворошилова Каратальского района Талды-Курганской области                                    | 28.03.1948      | сельхоз       | *Приморский край                | [ ГС 51 ]  |
| 50  | Ким Пётр Сергеевич                       | 15.09.1910 — 16.11.1979 | Старший агроном Уштобинской МТС Талды-Курганской области                                                            | 28.03.1948      | сельхоз       | *Приморский край                | [ ГС 52 ]  |
| 51  | Ким Хон-Себ                              | 18.11.1906 — 19.06.1966 | Бригадир полеводческой бригады колхоза «Дальний Восток» Каратальского района Талды-Курганской области               | 28.03.1948      | сельхоз       | *Приморский край                | [ ГС 53 ]  |
| 52  | Ким Чан-Бем                              | 1904 — 31.01.1974       | Бригадир полеводческой бригады колхоза имени Горького Каратальского района Талды-Курганской области                 | 28.03.1948      | сельхоз       | *Приморский край                | [ ГС 54 ]  |
| 53  | Коцубеева Аксинья Филипповна             | 1909 — ????             | Звеньевая колхоза «Коллективный труд» Саркандского района Талды-Курганской области                                  | 28.03.1948      | сельхоз       | *Восточно-Казахстанская область | [ ГС 55 ]  |
| 54  | Кошаганов Джумаш                         | 1902 — 20.05.1948       | Звеньевой колхоза «Путь коммунизма» района имени 28 Гвардейцев Талды-Курганской области                             | 28.03.1948      | сельхоз       | Кербулакский район              | [ ГС 56 ]  |
| 55  | Криниченко Павел Петрович                | 1888 — ????             | Звеньевой колхоза «Всемирное пламя» Саркандского района Талды-Курганской области                                    | 28.03.1948      | сельхоз       | *Херсонская область             | [ ГС 57 ]  |
| 56  | Кулахметов Тулеген                       | род. 01.01.1937         | Старший чабан совхоза «Каратальский» Каратальского района Талды-Курганской области                                  | 19.02.1981      | сельхоз       | Каратальский район              | [ ГС 58 ]  |
| 57  | Кулчукбаев Кунжарик                      | 1892—1960               | Старший чабан колхоза имени Тельмана Каратальского района Талды-Курганской области                                  | 23.07.1948      | сельхоз       | Коксуский район                 | [ ГС 59 ]  |
| 58  | Курлыкина Вера Прокопьевна               | 1928 — ????             | Звеньевая колхоза имени Калинина Капальского района Талды-Курганской области                                        | 28.03.1948      | сельхоз       | Жетысуская область              | [ ГС 60 ]  |
| 59  | Лесная Мария Григорьевна                 | 1912 — 21.06.1972       | Звеньевая полеводческого звена колхоза «Красное Знамя» Саркандского района Талды-Курганской области                 | 28.03.1948      | сельхоз       | Саркандский район               | [ ГС 61 ]  |
| 60  | Ли Надежда                               | 1920—1951               | Звеньевая полеводческого звена колхоза «МОПР» Каратальского района Талды-Курганской области                         | 28.03.1948      | сельхоз       | *Приморский край                | [ ГС 62 ]  |
| 61  | Ли Татьяна                               | 23.09.1923 — 12.02.2008 | Бригадир полеводческой бригады колхоза «Дальний Восток» Каратальского района Талды-Курганской области               | 28.03.1948      | сельхоз       | *Приморский край                | [ ГС 63 ]  |
| 62  | Ли Филипп Иванович                       | 03.04.1903 — 06.10.1981 | Бригадир тракторной бригады Уш-Тобинской МТС Каратальского района Талды-Курганской области                          | 20.05.1949      | сельхоз       | *Корея                          | [ ГС 64 ]  |
| 63  | Лихолатова Федора Александровна          | 1910 — ????             | Звеньевая колхоза «Коминтерн» Талды-Курганского района Талды-Курганской области                                     | 28.03.1948      | сельхоз       | Коксуский район                 | [ ГС 65 ]  |
| 64  | Лунгарёва (Несина) Вера Максимовна       | 1926 — 02.01.1956       | Звеньевая колхоза имени Сталина района имени 28 Гвардейцев Талды-Курганской области                                 | 28.03.1948      | сельхоз       | Кербулакский район              | [ ГС 66 ]  |
| 65  | Лютова Вера Иосифовна                    | 17.11.1923 — 06.05.2014 | Звеньевая колхоза имени Крупской Талды-Курганского района Талды-Курганской области                                  | 24.12.1976      | сельхоз       | Талдыкорган                     | [ ГС 67 ]  |
| 66  | Малтеков Арын                            | 1896—1956               | Звеньевой колхоза имени XVIII партсъезда района имени 28 Гвардейцев Талды-Курганской области                        | 28.03.1948      | сельхоз       | Кербулакский район              | [ ГС 68 ]  |
| 67  | Мамонова (Саприна) Мария Михайловна      | 1925 — ????             | Звеньевая колхоза имени Кирова района имени 28 Гвардейцев Талды-Курганской области                                  | 10.09.1949      | сельхоз       | *Алматинская область            | [ ГС 69 ]  |
| 68  | Масанов Илат                             | 1916—2001               | *Старший чабан совхоза «Жоламанский» Гвардейского района Алма-Атинской области                                      | 22.03.1966      | сельхоз       | Кербулакский район              | [ ГС 70 ]  |
| 69  | Медведев Анисим Матвеевич                | 1895 — ????             | Председатель колхоза «Победа» Андреевского района Талды-Курганской области                                          | 28.03.1948      | сельхоз       | Алакольский район               | [ ГС 71 ]  |
| 70  | Медин Владимир Егорович                  | 1913 — ????             | Старший механик Уштобинской МТС Талды-Курганской области                                                            | 28.03.1948      | сельхоз       | *Рязанская область              | [ ГС 72 ]  |
| 71  | Мирошниченко Василий Семёнович           | 1899 — ????             | Председатель колхоза «1-е Мая» Талды-Курганского района Талды-Курганской области                                    | 28.03.1948      | сельхоз       | *Херсонская область             | [ ГС 73 ]  |
| 72  | Молдагожин Омар                          | 1908 — ????             | Председатель сельхозартели имени Ворошилова Андреевского района Талды-Курганской области                            | 11.01.1957      | сельхоз       | Алакольский район               | [ ГС 74 ]  |
| 73  | Мун Дя-Хен                               | 1887—1954               | Бригадир полеводческой бригады колхоза «МОПР» Каратальского района Талды-Курганской области                         | 28.03.1948      | сельхоз       | *Корея                          | [ ГС 75 ]  |
| 74  | Мун Капитолина Ивановна                  | 1925 — 04.03.1988       | Звеньевая колхоза «МОПР» Каратальского района Талды-Курганской области                                              | 28.03.1948      | сельхоз       | *Приморский край                | [ ГС 76 ]  |
| 75  | Мурзабеков Исмагул                       | 1900 — ????             | Председатель исполкома районного Совета депутатов трудящихся района имени 28 Гвардейцев Талды-Курганской области    | 28.03.1948      | госуправление | *Атырауская область             | [ ГС 77 ]  |
| 76  | Мусапиров Аппак                          | 1902 — ????             | Бригадир полеводческой бригады колхоза «Джана-Талап» Талды-Курганского района Талды-Курганской области              | 28.03.1948      | сельхоз       | Ескельдинский район             | [ ГС 78 ]  |
| 77  | Надбережный Павел Иосифович              | 1905 — ????             | Старший механик Шанханайской МТС Талды-Курганской области                                                           | 28.03.1948      | сельхоз       | *Киевская область               | [ ГС 79 ]  |
| 78  | Найманкулова Базигуль                    | 1921 — 01.10.2008       | Звеньевая свекловодческого звена колхоза «Большевик» Кировского района Талды-Курганской области                     | 28.03.1948      | сельхоз       | Коксуский район                 | [ ГС 80 ]  |
| 79  | Ниязова Мариям Аскаровна                 | 17.01.1931 — 02.03.1988 | *Звеньевая колхоза «40 лет Октября» Панфиловского района Алма-Атинской области                                      | 23.06.1966      | сельхоз       | Панфиловский район              | [ ГС 81 ]  |
| 80  | Но Филипп Фёдорович                      | 16.03.1929 — 23.12.1971 | Старший табунщик колхоза «Имано-Вакский» Каратальского района Талды-Курганской области                              | 09.07.1949      | сельхоз       | *Приморский край                | [ ГС 82 ]  |
| 81  | Ногайбаева Саумал                        | 1906 — ????             | Звеньева свекловодческого звена колхоза «Джана-Талап» Талды-Курганского района Талды-Курганской области             | 28.03.1948      | сельхоз       | Ескельдинский район             | [ ГС 83 ]  |
| 82  | Носовский Иван Иванович                  | 1914 — 06.04.1976       | Бригадир тракторной бригады МТС имени Кирова Талды-Курганского района Талды-Курганской области                      | 28.03.1948      | сельхоз       | *Новосибирская область          | [ ГС 84 ]  |
| 83  | Нурмагамбетов Байкенжа                   | 1884 — ????             | Старший чабан колхоза имени Амангельды Капальского района Талды-Курганской области                                  | 23.07.1948      | сельхоз       | Аксуский район                  | [ ГС 85 ]  |
| 84  | Нурманбетов Акык                         | 1887 — 17.08.1967       | Звеньевой свекловодческого звена колхоза «Джаналык» Талды-Курганского района Талды-Курганской области               | 28.03.1948      | сельхоз       | Ескельдинский район             | [ ГС 86 ]  |
| 85  | Нурманбетов Сеитбаткал                   | 1888 — ????             | Старший чабан колхоза «10 лет Казахстана» Кировского района Талды-Курганской области                                | 23.07.1948      | сельхоз       | Ескельдинский район             | [ ГС 87 ]  |
| 86  | Нурпеисов Нургали                        | 1890 — ????             | Звеньевой колхоза «Кзыл-Ту» Талды-Курганского района Талды-Курганской области                                       | 20.05.1949      | сельхоз       | Ескельдинский район             | [ ГС 88 ]  |
| 87  | Нурсеитов Наужан                         | 1895 — ????             | Старший чабан колхоза имени Сталина Каратальского района Талды-Курганской области                                   | 09.07.1949      | сельхоз       | Аксуский район                  | [ ГС 89 ]  |
| 88  | Оналдинов Нурлан                         | 1906 — ????             | Старший чабан колхоза «Чулак-Узек» Аксуйского района Талды-Курганской области                                       | 23.07.1948      | сельхоз       | Аксуский район                  | [ ГС 90 ]  |
| 89  | Оспанов Акимбай                          | 1898 — ????             | Старший чабан колхоза «10 лет Казахской ССР» Кировского района Талды-Курганской области                             | 09.07.1949      | сельхоз       | Коксуский район                 | [ ГС 91 ]  |
| 90  | Пак Гым Сен                              | 05.03.1922 — 31.08.2002 | Звеньевая колхоза «МОПР» Каратальского района Талды-Курганской области                                              | 28.03.1948      | сельхоз       | *Приморский край                | [ ГС 92 ]  |
| 91  | Пак Елена Александровна                  | 26.02.1909 — ????       | Бригадир полеводческой бригады колхоза «МОПР» Каратальского района Талды-Курганской области                         | 28.03.1948      | сельхоз       | *Хабаровский край               | [ ГС 93 ]  |
| 92  | Пак Надежда                              | 12.07.1920 — 03.03.1993 | Звеньевая колхоза «МОПР» Каратальского района Талды-Курганской области                                              | 28.03.1948      | сельхоз       | *Приморский край                | [ ГС 94 ]  |
| 93  | Пак Николай Васильевич                   | 01.01.1926 — 1989       | Звеньевой свекловодческого звена колхоза имени Горького Каратальского района Талды-Курганской области               | 28.03.1948      | сельхоз       | *Приморский край                | [ ГС 95 ]  |
| 94  | Пак Хон-Сик                              | 1915 — 06.1971          | Звеньевой свекловодческого звена колхоза имени Горького Каратальского района Талды-Курганской области               | 28.03.1948      | сельхоз       | *Приморский край                | [ ГС 96 ]  |
| 95  | Панкин Михаил Исаевич                    | 1913 — ????             | Бригадир тракторной бригады Уштобинской МТС Талды-Курганской области                                                | 28.03.1948      | сельхоз       | *Саратовская область            | [ ГС 97 ]  |
| 96  | Поломанный Максим Васильевич             | 1902 — ????             | Бригадир тракторной бригады Кугалинской МТС Гвардейского района Талды-Курганской области                            | 28.03.1948      | сельхоз       | *Ставропольский край            | [ ГС 98 ]  |
| 97  | Рыскулов Ахметкул                        | 1927 — ????             | Агроном колхоза «Джаналык» Талды-Курганского района Талды-Курганской области                                        | 20.05.1949      | сельхоз       | Ескельдинский район             | [ ГС 99 ]  |
| 98  | Рябинин Иван Гордеевич                   | 11.09.1916 — 01.11.1993 | Бригадир колхоза «Красное Знамя» Саркандского района Талды-Курганской области                                       | 28.03.1948      | сельхоз       | Саркандский район               | [ ГС 100 ] |
| 99  | Сайназаров Беркинбай                     | 1888—1950               | Старший табунщик колхоза имени Ленина Октябрьского района Талды-Курганской области                                  | 23.07.1948      | сельхоз       | Жетысуская область              | [ ГС 101 ] |
| 100 | Сальникова Любовь Семёновна              | 09.01.1921 — 11.09.2009 | Звеньевая Талды-Курганского свеклосовхоза Министерства пищевой промышленности СССР, Талды-Курганская область        | 08.05.1948      | сельхоз       | *Северо-Казахстанская область   | [ ГС 102 ] |
| 101 | Сапиев Чаймухамбет                       | 10.09.1926 — 1996       | *Первый секретарь Панфиловского райкома Компартии Казахстана, Алма-Атинская область                                 | 23.06.1966      | госуправление | Ескельдинский район             | [ ГС 103 ] |
| 102 | Сборщикова Анна Максимовна               | 1913 — ????             | Звеньевая колхоза «Коллективный труд» Саркандского района Талды-Курганской области                                  | 28.03.1948      | сельхоз       | Саркандский район               | [ ГС 104 ] |
| 103 | Сеитова Закария                          | 1929 — 01.03.2013       | Звеньевая свеклосовхоза «Енбекши» Кировского района Талды-Курганской области                                        | 10.12.1973      | сельхоз       | Коксуский район                 | [ ГС 105 ] |
| 104 | Селемеева (Гордиенко) Надежда Николаевна | 1924 — ????             | Звеньевая колхоза «1 Мая» Талды-Курганского района Талды-Курганской области                                         | 28.03.1948      | сельхоз       | Ескельдинский район             | [ ГС 106 ] |
| 105 | Сериков Даутали                          | 1880 — ????             | Звеньевой свекловодческой бригады сельхозартели «Джаналык» Талды-Курганского района Талды-Курганской области        | 28.03.1948      | сельхоз       | Ескельдинский район             | [ ГС 107 ] |
| 106 | Сероштан Фёдор Кузьмич                   | 1901 — 19.02.1954       | Председатель колхоза имени Сталина района имени 28 гвардейцев Талды-Курганской области                              | 28.03.1948      | сельхоз       | *Ставропольский край            | [ ГС 108 ] |
| 107 | Суйсубаев Отызбек                        | 1892—1949               | Старший чабан колхоза «Сага-Курес» Аксуйского района Талды-Курганской области                                       | 23.07.1948      | сельхоз       | Аксуский район                  | [ ГС 109 ] |
| 108 | Тамшибаева Злиха Жанболатовна            | 05.10.1936 — 12.11.2010 | Директор совхоза «Енбекши» Кировского района Талды-Курганской области                                               | 19.02.1981      | сельхоз       | Кербулакский район              | [ ГС 110 ] |
| 109 | Татенова Битай                           | род. 1924               | Звеньевая колхоза «Енбекши» Кировского района Талды-Курганской области                                              | 23.06.1950      | сельхоз       | Коксуский район                 | [ ГС 111 ] |
| 110 | Тен Ен-Хва                               | 1900 — ????             | Звеньевой колхоза «Дальний Восток» Каратальского района Талды-Курганской области                                    | 20.05.1949      | сельхоз       | *Корея                          | [ ГС 112 ] |
| 111 | Тергеуова Калдыбала                      | 1912 — ????             | Звеньевая полеводческой бригады колхоза «Джаналык» Талды-Курганского района Талды-Курганской области                | 28.03.1948      | сельхоз       | Ескельдинский район             | [ ГС 113 ] |
| 112 | Терликбаев Мырзакул                      | 1910 — ????             | Бригадир колхоза «Джаналык» Талды-Курганского района Талды-Курганской области                                       | 28.03.1948      | сельхоз       | Ескельдинский район             | [ ГС 114 ] |
| 113 | Титова Ефимия Денисовна                  | 1908 — 25.03.1962       | Звеньевая колхоза «Искра революции» Саркандского района Талды-Курганской области                                    | 28.03.1948      | сельхоз       | *Алтайский край                 | [ ГС 115 ] |
| 114 | Топоровская Матрёна Прокофьевна          | 15.05.1925 — 09.11.1985 | Звеньевой колхоза имени Кирова Саркандского района Талды-Курганской области                                         | 20.05.1949      | сельхоз       | Жетысуская область              | [ ГС 116 ] |
| 115 | Усинбекова Калима                        | 1910 — ????             | Звеньевая колхоза «Долан-Алы» района имени 28 Гвардейцев Талды-Курганской области                                   | 28.03.1948      | сельхоз       | Панфиловский район              | [ ГС 117 ] |
| 116 | Цай Рен                                  | 10.03.1910 — ????       | Звеньевая колхоза «Дальний Восток» Каратальского района Талды-Курганской области                                    | 28.03.1948      | сельхоз       | *Приморский край                | [ ГС 118 ] |
| 117 | Цепляев Роман Никифорович                | 1914 — ????             | Бригадир полеводческой бригады колхоза «Победа» Андреевского района Талды-Курганской области                        | 28.03.1948      | сельхоз       | *Орловская область              | [ ГС 119 ] |
| 118 | Цой Зя-Ир                                | 17.02.1906 — 17.09.1982 | Директор Уштобинской МТС Каратальского района Талды-Курганской области                                              | 28.03.1948      | сельхоз       | *Приморский край                | [ ГС 120 ] |
| 119 | Цой Моисей Андреевич                     | 19.04.1904 — ????       | Звеньевой колхоза имени Горького Каратальского района Талды-Курганской области                                      | 28.03.1948      | сельхоз       | *Приморский край                | [ ГС 121 ] |
| 120 | Цой Ольга Семёновна                      | 08.12.1924 — 29.06.2002 | Звеньевая колхоза имени Ворошилова Каратальского района Талды-Курганской области                                    | 28.03.1948      | сельхоз       | *Корея                          | [ ГС 122 ] |
| 121 | Цой Фирму                                | 28.01.1916 — 05.03.1994 | Комбайнёр Уш-Тобинской МТС Каратальского района Талды-Курганской области                                            | 23.06.1950      | сельхоз       | *Корея                          | [ ГС 123 ] |
| 122 | Цой Чан-Гын                              | 1915 — 18.06.1986       | Колхозник колхоза «Красный Восток» Каратальского района Талды-Курганской области                                    | 23.06.1950      | сельхоз       | *Приморский край                | [ ГС 124 ] |
| 123 | Чернушенко Алексей Арефьевич             | 1897—1950               | Заведующий отделом сельского отдела района имени 28 Гвардейцев Талды-Курганской области                             | 28.03.1948      | сельхоз       | *Ставропольский край            | [ ГС 125 ] |
| 124 | Чистякова Анастасия Андреевна            | 1911 — ????             | Звеньевая полеводческого звена колхоза «Победа» Андреевского района Талды-Курганской области                        | 28.03.1948      | сельхоз       | Алакольский район               | [ ГС 126 ] |
| 125 | Чугуев Илья Иванович                     | 1904 — ????             | Комбайнёр Андреевской МТС Андреевского района Талды-Курганской области                                              | 06.08.1949      | сельхоз       | Алакольский район               | [ ГС 127 ] |
| 126 | Шакиров Нусинбек                         | 1901 — ????             | Председатель колхоза «Долан-Алы» района имени 28 Гвардейцев Талды-Курганской области                                | 28.03.1948      | сельхоз       | Кербулакский район              | [ ГС 128 ] |
| 127 | Шарабаева Инзетай                        | 1911 — ????             | Звеньевая колхоза «ОЯН» Каратальского района Талды-Курганской области                                               | 28.03.1948      | сельхоз       | Каратальский район              | [ ГС 129 ] |
| 128 | Шин Хен-Мун                              | 1911—1961               | Председатель колхоза «Дальний Восток» Каратальского района Талды-Курганской области                                 | 28.03.1948      | сельхоз       | *Корея                          | [ ГС 130 ] |

## Уроженцы Жетысуской области, удостоенные звания Героя Социалистического Труда в других регионах СССР
| № | Фамилия, имя, отчество                  | Даты жизни              | Деятельность | Дата присвоения | Отрасль            | Место рождения     | ГС       |
| - | --------------------------------------- | ----------------------- | --- | --------------- | ------------------ | ------------------ | -------- |
| 1 | Гридасов Владимир Сергеевич             | 26.09.1941 — 08.05.1997 | Бригадир комплексной бригады химико-гидрометаллургического завода Прикаспийского горно-металлургического комбината Министерства среднего машиностроения СССР, гор. Шевченко Мангышлакской области | 14.09.1984      | атомпром           | Текели             | [ ГС 1 ] |
| 2 | Данилова Мария Антоновна                | 15.03.1925 — 18.03.2005 | Бригадир садчиков Алма-Атинского кирпичного завода № 1 Министерства промышленности строительных материалов Казахской ССР                                                                          | 28.07.1966      | промстройматериалы | Кербулакский район | [ ГС 2 ] |
| 3 | Кудайбергенов Джексембек                | 02.05.1918 — 12.03.1996 | Бригадир полеводческой бригады Алма-Атинского табаководческого совхоза Министерства пищевой промышленности СССР, Илийский район Алма-Атинской области                                             | 06.10.1950      | сельхоз            | Алакольский район  | [ ГС 3 ] |
| 4 | Манько Леонид Степанович                | 20.08.1915 — 26.02.1976 | Председатель колхоза «Алма-Ата» Энбекшиказахского района Алма-Атинской области | 22.03.1966      | сельхоз            | Талдыкорган        | [ ГС 4 ] |
| 5 | Мигаев Михаил Данилович                 | 20.08.1901 — 20.04.1978 | Старший конюх колхоза «Коммунар» Зыряновского района Восточно-Казахстанской области | 04.07.1949      | сельхоз            |                    | [ ГС 5 ] |
| 6 | Москвина (Лебеденко) Екатерина Петровна | 14.04.1927 — 27.03.2006 | Рабочая Ингирского совхоза имени Берия Министерства сельского хозяйства СССР, Зугдидский район Грузинской ССР                                                                                     | 05.07.1949      | сельхоз            | Талдыкорган        | [ ГС 6 ] |
| 7 | Мухамеджанов Кабжан Мухамеджанович      | 05.10.1913 — 1984       | Начальник Чимкентского отделения Казахской железной дороги, Чимкентская область | 04.05.1971      | транспорт          | Аксуский район     | [ ГС 7 ] |

## Герои Социалистического Труда, прибывшие в Жетысускую область на постоянное проживание из других регионов
| № | Фамилия, имя, отчество   | Даты жизни        | Деятельность                                                             | Дата присвоения | Отрасль | Место проживания | ГС       |
| - | ------------------------ | ----------------- | ------------------------------------------------------------------------ | --------------- | ------- | ---------------- | -------- |
| 1 | Нурматова Ашурбиби       | 1916 — ????       | Звеньевая колхоза имени Ленина Кокташского района Сталинабадской области | 01.03.1948      | сельхоз |                  |          |
| 2 | Хван Александра Павловна | 11.08.1929 — ???? | Колхозница колхоза «Гигант» Чиилийского района Кзыл-Ординской области    | 21.06.1950      | сельхоз | Коксуский район  | [ ГС 1 ] |